# 微芋盲蝽
微芋盲蝽（学名：Ernestinus brevis）为盲蝽科芋盲蝽屬下的一个种。